# Ramón Ernesto Videla
Ramón Ernesto Videla fue un político de Chile que ocupó en diversas ocasiones el cargo de diputado.

## Trayectoria
Fue secretario tesorero de la Municipalidad de Andacollo. Resultó elegido diputado por La Serena, Elqui y Coquimbo para los periodos de 1915 a 1918 y de 1918 a 1921. Más tarde, lo fue por Ovalle, Combarbalá e Illapel entre 1921 y 1924, militando en el Partido Radical de Chile. Durante su período parlamentario formó parte de la Comisión de Industria y Agricultura, y la Comisión Permanente de Presupuestos y la Comisión de Industria y Agricultura.